# Festuca pringlei
Festuca pringlei är en gräsart som beskrevs av St.-yves. Festuca pringlei ingår i släktet svinglar, och familjen gräs. Inga underarter finns listade i Catalogue of Life.